# Miliarul de la Aiton

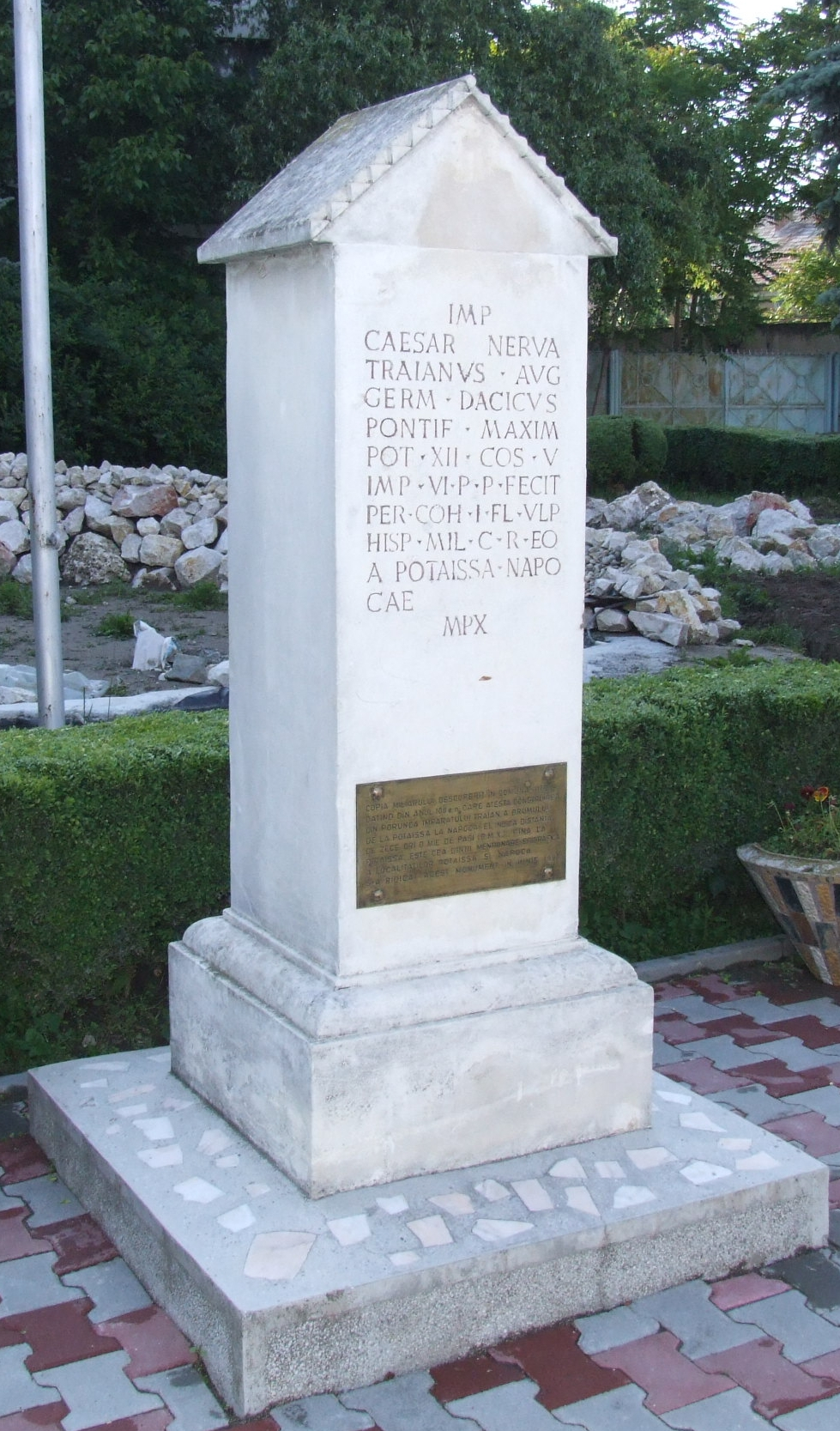
Copia de la Turda a miliarului (1993).

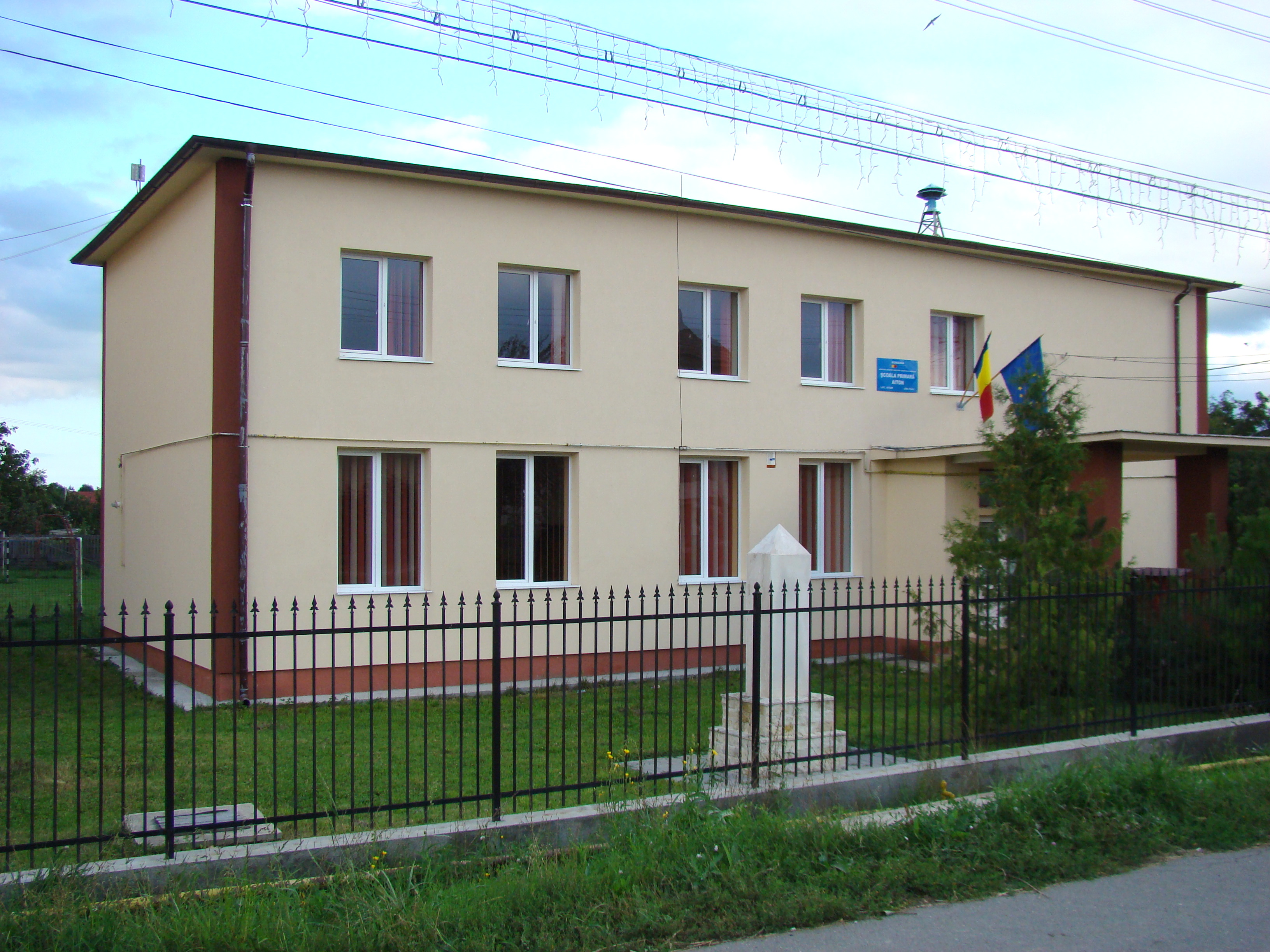
O copie a miliarului este așezată din anul 2010 în fața școlii din Aiton.

Miliarul de la Aiton este o piatră miliară romană (în latină miliarium) din anul 108 d.C., descoperită în 1758 în satul Aiton, județul Cluj. FDSAFDSAF 

## Istoric
Stâlpul miliar descoperit de Mihály Szathmári Pap (profesor de religie, 1737-1812) în anul 1758 la Aiton, marchează distanța de la Potaissa la Aiton, constituind prima atestare documentară a castrelor Potaissa și Napoca. Nu se cunoaște locul exact din sat unde a fost descoperit. A ajuns apoi la Cluj. Căutând piesa în anii 20-30 din secolul al XX-lea, Constantin Daicoviciu nu a reușit să o mai găsească în grădina din Cluj unde se știa că era amplasată. Originalul miliarului probabil s-a pierdut.
Desenul original cu inscripția de pe miliar aparține descoperitorului Mihály Szathmári Pap. În anul 1773 istoricul ardelean Johann Seivert (1735-1785) a văzut desenul lui Mihály Szathmári Pap și l-a reprodus într-un manuscris. 
Informația despre existența acestui miliar a fost preluată de Theodor Mommsen în 1873 și înregistrată în CIL (Corpus Inscriptionum Latinarum) volumul III, textul 1627, Berlin.
Cercetătoarea clujeană Iudita Winkler a descoperit, prin anii 1970-1980, desenul din 1773 realizat de Johann Seivert, în manuscrisul acestuia, care este păstrat la Biblioteca Centrală Universitară din Cluj, desen pe care l-a publicat apoi în 1982.
Există 3 copii ale miliarului: 

- o copie identică cu originalul, de formă cilindrică, din beton, executată prin anii 1970 din inițiativa profesorului de istorie Tiberiu Cerghi de la școala din Aiton; copia se află în curtea școlii din Aiton.

- o copie de formă dreptunghiulară, așezată în anul 1993 în Piața 1 Decembrie din Turda (în fața Poștei).

- o copie de formă dreptunghiulară, așezată în anul 2010 în fața școlii din Aiton.

## Descriere
In partea de jos a inscripției de pe miliar stă scris MPX, care este formula de calcul a distanței dintre Potaissa și Aiton (14,8 km):

M = millia = 1.000

P = passus (pl. passuum) = 1,48 m (un “pas roman” era egal cu distanța între vârfurile degetelor de la mâini, întinse în sens contrar) 

X = de înmulțit cu 10

MPX = 1.000 pași romani x 1,48 m x 10 = 14.800 m = 14,8 km.

## Inscripția latină
"IMP
CÆSAR NERVA 
TRAIANVS AVG 
GERM DACICVS 
PONTIF . MAXIM 
POT . XII . COS . V 
IMP . VI . P . P . FECIT 
PER COH . I . FL . VLP 
HISP . MIL . C . R . EQ 
A POTAISSA . NA PO 
CÆ
MPX"
Inscripția completă este: "IMPerator CAESAR NERVA TRAIANUS AUGustus GERManicus DACICUS PONTIFex MAXIMus (tribunicia) POTestate XII, COnSul IV, IMPerator VI, Pater Patriae, FECIT PER COHortem I FLaviam ULPiam hiSPanorum MILliariam Civium Romanorum EQiutatam A POTAISSA naPOCAE. Millia Passuum X." Inscripția a fost înregistrată în „Corpus Inscriptionum Latinarum”, vol.III, textul 1627, Berlin, 1863.

## Traducerea inscripției în limba română
Traducerea inscripției în română este aceasta: Împăratul Caesar Nerva Traianus Augustus (învingător al) germanilor (și) dacilor, preot suprem (învestit) cu putere (tribuniciară) de 12 ori, consul de 4 ori, aclamat împărat de 6 ori, părintele patriei, a făcut (această bornă) prin intermediul (unității militare) cohorta I Flavia Ulpia Hispanorum de o mie de pedestrași, cetățeni romani și cuprinzând un contingent de cavalerie. De la „Potaissa Napocae” (sunt) 14,8 km (M.P.X. = millia passuum 10 = 1.000 x 1,48 x 10 = 14,8 km).
În ultima parte, sintagma „Potaissa Napocae” este tradusă îndeobște: „de la Potaissa către Napoca”, considerând că forma de genitiv a numelui Napoca ar exprima o localizare (așa-numitul genitiv locativ) și nu apartenența, cum se întâmplă de obicei. Numai că în limba latină, direcția este exprimată firesc prin cazul acuzativ plus prepoziție (ad, versus etc). De aceea, nu putem exclude ipoteza formulată încă de Theodor Mommsen, că Napoca era numele unei regiuni, care îngloba și satul (vicus) Potaissa. Centrul acestei regiuni era situat în așezarea omonimă de pe Someșul Mic. 
În satul Aiton, în locul numit „La cruce” din vatra satului, în curtea casei nr. 130, precum și în curtea școlii, se găsesc urme ale drumului roman Potaissa-Aiton-Napoca.

## Galerie de imagini

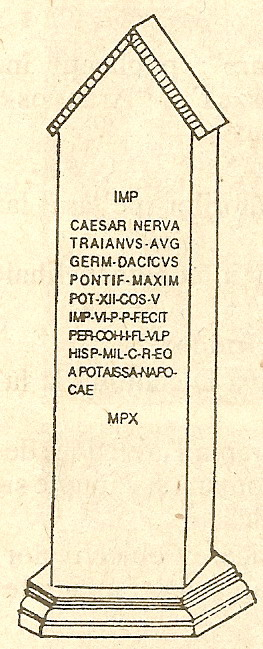
Miliarul de la Aiton
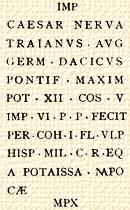
Inscripția latină de pe miliar
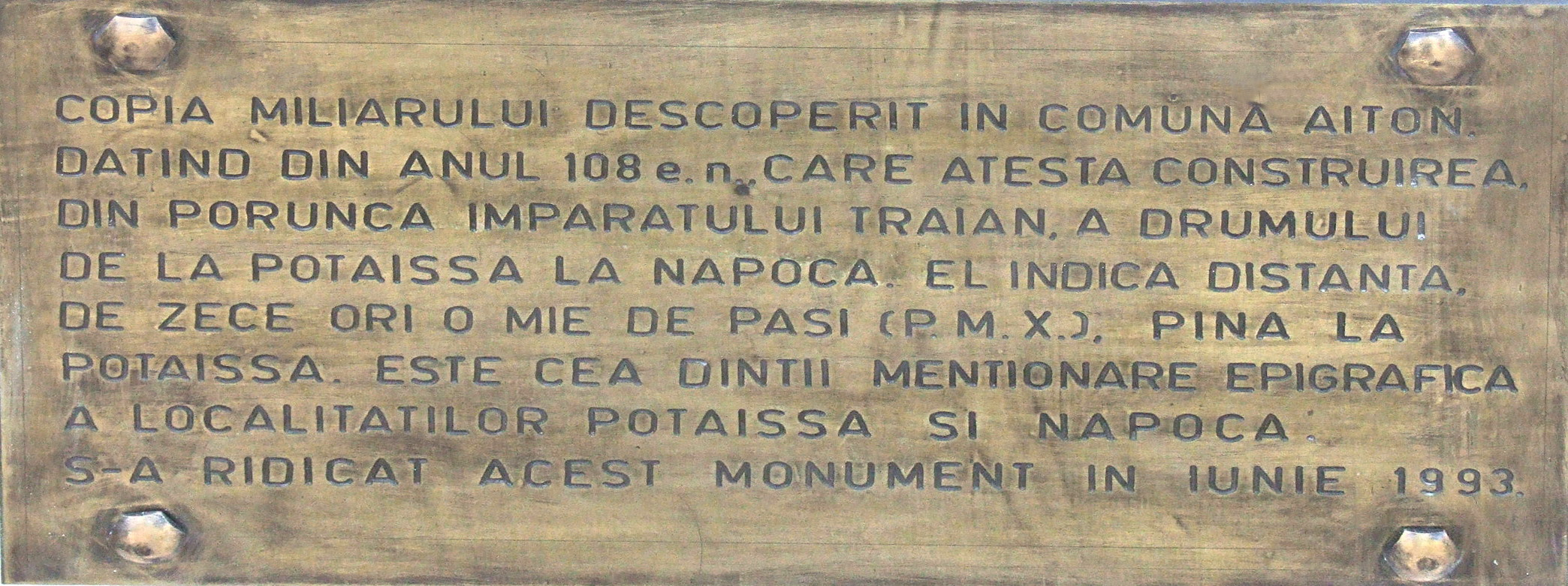
Miliarul de la Aiton (placa informativă)